# Elecciones legislativas de El Salvador de 1994
Las elecciones legislativas de la República de El Salvador de 1994 se llevaron a cabo el domingo 20 de marzo del mismo año, donde el partido Alianza Republicana Nacionalista (ARENA) obtuvo la mayor cantidad de votos y la mayor cantidad de diputados para la Asamblea Legislativa.

## Resultados Oficiales
El Tribunal Supremo Electoral (TSE) dio los siguientes resultados como oficiales del escrutinio final:
|  | 45.03 % |

|  | 21.39 % |

|  | 17.87 % |

|  | 6.21 % |

|  | 4.45 % |

|  | 2.49 % |

|  | 0.95 % |

|  | 0.90 % |

|  | 0.70 % |

- Datos: Q131910362